# 牽手 (1999年電視劇)
《牽手》，是一部中国国际电视总公司、北京金色池塘影视公司于1997年联合拍摄的电视剧，杨阳导演。是中国大陆较早反映婚外情的电视连续剧，由蒋雯丽、吴若甫、俞飞鸿、何琳、高发主演。共18集，於1999年4月9日在央视一套黄金剧场播出，曾获第17届中国电视金鹰奖优秀长篇连续剧、最佳导演、最佳摄像、优秀男主角、优秀女主角、优秀男配角、优秀女配角，第19届中国电视剧飞天奖长篇电视剧二等奖、优秀导演奖、优秀男演员、优秀女演员。

## 演员表
- 蒋雯丽 饰 夏晓雪
- 吴若甫 饰 钟锐
- 俞飞鸿 饰 王纯
- 马文忠 饰 方向平
- 林鹏 饰 谭马
- 何琳 饰 夏晓冰
- 严志成 饰 丁丁
- 雷瑞琴 饰 许玲芳
- 唐云生 饰 老乔（王纯的房东）
- 柳景溪 饰 夏晓雪母亲
- 纪雪菲 饰 周艳
- 张草 饰 姜学成妻
- 涂松岩 饰 乔轩（老乔的儿子）
- 高发 饰 沈五一
- 王智强 饰 姜学成（医生）
- 刘红雨 饰 何涛

## 职员表
- 导演：杨阳
- 编剧：王海鸰、吴兆龙
- 摄像：马宁、刘延刚
- 美术设计：马德帆
- 制片人：李海、马艳彬
- 总制片人：马宁

## 获奖
| 年份   | 颁奖典礼               | 奖项             | 获奖人 | 结果 |
| ------ | ---------------------- | ---------------- | ------ | ---- |
| 1999年 | 第17届中国电视金鹰奖   | 优秀长篇连续剧   |        | 獲獎 |
| 1999年 | 第17届中国电视金鹰奖   | 最佳导演         | 杨阳   | 獲獎 |
| 1999年 | 第17届中国电视金鹰奖   | 最佳摄像         | 马宁   | 獲獎 |
| 1999年 | 第17届中国电视金鹰奖   | 优秀男主角       | 吴若甫 | 獲獎 |
| 1999年 | 第17届中国电视金鹰奖   | 优秀女主角       | 蒋雯丽 | 獲獎 |
| 1999年 | 第17届中国电视金鹰奖   | 优秀男配角       | 严志成 | 獲獎 |
| 1999年 | 第17届中国电视金鹰奖   | 优秀女配角       | 何琳   | 獲獎 |
| 1999年 | 第19届中国电视剧飞天奖 | 长篇电视剧二等奖 |        | 獲獎 |
| 1999年 | 第19届中国电视剧飞天奖 | 优秀导演奖       | 杨阳   | 獲獎 |
| 1999年 | 第19届中国电视剧飞天奖 | 优秀男演员       | 吴若甫 | 獲獎 |
| 1999年 | 第19届中国电视剧飞天奖 | 优秀女演员       | 蒋雯丽 | 獲獎 |